# Коробка Володимир Геннадійович
Володи́мир Генна́дійович Коро́бка (нар. 22 липня 1989, Дніпропетровськ, СРСР) — український футболіст, нападник аматорського клубу АГРО-КМР (Троїцьке).

## Біографія
У ДЮФЛ виступав за дніпропетровські клуби ІСТА та «Дніпро». Коробка вихованець групи підготовки тренерів — Кузнєцова В. І. та Самойленко М. П. З 2006 року по 2008 рік виступав за дублюючий склад «Дніпра» в молодіжній першості та провів 29 матчів та забив 4 голи, проте в основі так і не дебютував.
Наприкінці липня 2008 року перейшов у сімферопольську «Таврію», підписавши дворічний контракт. У Прем'єр-лізі дебютував 23 листопада 2008 року в матчі проти свого колишнього клубу дніпропетровського «Дніпра» (0:1): Коробка вийшов у додатковий час замість Лакі Ідахора. Улітку 2009 року міг перейти у «Кримтеплицю» з Молодіжного на правах оренди.
У серпні 2012 року він був відданий в оренду до кінця сезону в російський «Волгар», а на початку лютого 2013 року до запорізького «Металурга». У червні 2013 року повернувся в «Таврію», де через заборони на трансфери й серйозну нестачу гравців став стабільним гравцем основного складу. Всього за «Таврію» в Прем'єр-лізі провів 42 матчі і забив 4 голи. У молодіжній першості зіграв за «Таврію» 84 матчі і забив 14 голів.
31 липня 2014 року на правах вільного агента перейшов у російську «Тюмень», що виступала в Першості ФНЛ — другому за силою дивізіоні чемпіонату Росії. У складі команди дебютував 3 серпня 2014 року у виїзному матчі ФНЛ проти самарських «Крил Рад» (2:1), вийшовши в основному складі та відігравши 59 хвилин, після чого він був замінений. Свій дебютний гол за «Тюмень» провів 17 серпня 2014 року, вийшовши на заміну у виїзному матчі проти «СКА-Енергія» і забивши на 79-й хвилині гол, принісши таким чином «Тюмені» нічийний результат (1:1). Всього в першому колі сезону 2014/15, виступаючи за «Тюмень», провів 10 матчів і забив 2 м'ячі.
У січні 2015 року Володимир перебував на перегляді в польській «Короні», незважаючи на діючий контракт з тюменським клубом. За словами головного тренера «Тюмені» Костянтина Галкіна, представники клубу не змогли додзвонитися до Коробки, після чого 23 січня розірвали з ним контракт. Покинувши розташування «Корони», якій він не підійшов, у лютому 2015 року поїхав до окупованого Росією Криму, де підтримував форму, граючи за місцеву команду «Скіф».
Навесні 2015 року підписав контракт з білоруським «Вітебськом», проте довгий час не грав за команду через травму. Оговтавшись від травми, 22 червня 2015 року вийшов на заміну на 61-й хвилині в матчі з солігорським «Шахтарем» і вже на 68-й хвилині забив свій дебютний гол у чемпіонаті Білорусі. У січні 2016 року по завершенні контракту залишив «Вітебськ».
У січні 2016 року перебував на перегляді в азербайджанському «Кяпазі», проте в підсумку перейшов до грузинського «Колхеті-1913», в якому провів в цілому 30 матчів забивши 3 м'ячі в чемпіонаті Грузії.
Влітку 2017 року перейшов до «Торпедо» з Кутаїсі. У 2017 році відіграв у чемпіонаті 13 матчів і забив один м'яч, «Торпедо» у підсумку стало переможцем турніру (вперше за 15 років). У фіналі Кубка Грузії «Торпедо» поступилося клубу «Чихура» в серії пенальті.
У лютому 2018 року повернувся в Україну, ставши гравцем луцької «Волині». Він залишив волинський клуб наприкінці 2018 року.
У липні 2019 року приєднався до клубу «Інгулець». У складі петровців у сезоні 2019/20 провів 24 матчі у Першій лізі та чотири у Кубку України, допомігши команді вперше в історії вийти до Прем'єр-ліги, втім так у ній з командою і не дебютував, оскільки в середині вересня 2020 року перейшов у першоліговий «Металіст 1925». Через три місяці покинув цей клуб.

## Досягнення
- Чемпіон Грузії: 2017